# Beruk
Beruk is een bestuurslaag in het regentschap Karanganyar van de provincie Midden-Java, Indonesië. Beruk telt 4587 inwoners (volkstelling 2010).